# Samsung SGH-X700
Samsung X700 – telefon komórkowy firmy Samsung z platformy SWIFT wprowadzony na polski rynek w 2006 roku.

## Dane techniczne

### Bateria
- Typ: Li-Poly
- Pojemność: 900 mAh
- Maksymalny czas rozmowy: 7.5 h
- Czas czuwania: 250 h

### Aparat
- Wbudowany 1,3 Mpix
- 4-krotny zoom cyfrowy
- Tryb fotografowania: Normalny, samowyzwalacz, czasowy, sekwencyjny, nocny
- Nagrywanie wideo do limitu pamięci
- Nagrywanie z głosem
- Kodeki do nagrywania video H.263, MP4, AMR, AAC
- Kodeki do odtwarzacza video H.263, MP4, AMR, AAC

### Inne
- Wbudowana antena
- WAP 2.0
- wiadomości SMS (T9)/EMS/MMS
- 40-tonowe dzwonki polifoniczne
- dzwonki MP3
- Radio FM
- Odtwarzacz MP3
- Bluetooth 1.2
- USB 1.1
- SyncML
- Kalendarz
- kalkulator
- budzik
- stoper
- timer
- przypomnienie
- przelicznik walut
- zegar i data
- opcja poufności
- tryb głośnomówiący